# 莫力庙水库
莫力庙水库是中国内蒙古自治区通辽市科尔沁区境内的一座水库，位于西辽河上，建于1959年。水库正常库容为3215万立方米，平均水深为1.70米，海拔为208.84米。